# Bande des 12 mètres
La bande 24,9 MHz, désignée aussi par sa longueur d'onde, 12 mètres, est une bande du service radioamateur destinée à établir des radiocommunications de loisir. Cette bande est utilisable pour le trafic intercontinental et continental lorsqu’il fait jour entre le lieu d’émission et de réception.

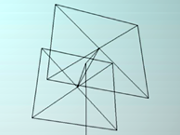
Antenne Quad pour les radiocommunications à grande distance

## La bande des 12 mètres dans le monde
- la bande des "12 mètres" de 24,89 MHz à 24,99 MHz dans le du monde: (UIT) [1].

- 24,89 MHz à 24,94 MHz Radiotélégraphie
- 24,94 MHz à 24,99 MHz Radiotéléphonie.

### Tableau de la bande des 12 mètres
| Bande des 12 mètres | 24890 24915 | 24915 24929 | B | 24931 24990 |
| ------------------- | ----------- | ----------- | - | ----------- |
| IARU Region 1       |             |             |   |             |

Légende
|  | = CW, data (Bande passante <200 Hz)                                          |
|  | = CW, RTTY, Digimodes (Bande passante <500 Hz)                               |
|  | = CW, RTTY, Digimodes, sans SSB (Bande passante <2.7 kHz)                    |
|  | = CW, radiotéléphonie, image (Bande passante <3 kHz)                         |
|  | = CW, radiotéléphonie, image (Bande passante <3 kHz)                         |
|  | = CW, Digimodes, packet, FM, radiotéléphonie, image (Bande passante <20 kHz) |
|  | = CW, RTTY, Digimodes, test, radiotéléphonie, image                          |
|  | = Satellites                                                                 |
|  | = Balises                                                                    |

## Historique
- Bande attribué au service radioamateur le 1er février 1982 par la Conférences Mondiale des radiocommunications 1979

## La manœuvre d’une stationradioamateur
Pour manœuvrer une station radioamateur dans la bande 12 mètres, il est nécessaire de posséder un Certificat d'opérateur du service amateur de classe HAREC .

## Répartition des fréquences de la bande 24,89 MHz à 24,99 MHz pour laFrance
| Radiotélégraphie sans la radiotéléphonie       |
| Radiotéléphonie, radiotélégraphie et Digimodes |

| Fréquences en MHz | Utilisations radioamateur                                                                             | Modes       |
| ----------------- | --- | ----------- |
|                   | |             |
| 24.890 à 24.903   | Radioamateurs en radiotélégraphie                                                                     | C.W.        |
| 24.903            | Union française des télégraphistes UFT et radioamateurs en radiotélégraphie                           | C.W.        |
| 24.903 à 24.905   | Radioamateurs en radiotélégraphie                                                                     | C.W.        |
| 24.906            | Fréquence d’appel en radiotélégraphie de faible puissance                                             | C.W.        |
| 24.907 à 24.909   | Radioamateurs en radiotélégraphie                                                                     | C.W.        |
| 24.910            | Fréquence d’appel en radiotélégraphie, bande des 12 mètres                                            | C.W.        |
| 24.911 à 24.915   | Radioamateurs en radiotélégraphie                                                                     | C.W.        |
| 24.915 à 24.919   | Stations radioamateurs numériques                                                                     | Digimodes   |
| 24.920            | Fréquence préférentielles pour le trafic I.O.T.A. en radiotélégraphie, bande des 12 mètres            | C.W.        |
| 24.921 à 24.925   | Stations radioamateurs numériques                                                                     | Digimodes   |
| 24.925 à 24.929   | Stations radioamateurs automatiques numériques                                                        | Digimodes   |
| 24.929 à 24.931   | Balises internationales, bande des 12 mètres                                                          | C.W.        |
| 24.931 à 24.940   | Stations radioamateurs automatiques numériques                                                        | Digimodes   |
| 24.940 à 24.950   | Radioamateurs                                                                                         | U.S.B./C.W. |
| 24.950            | Fréquence préférentielles pour le trafic I.O.T.A. et d’appel en radiotéléphonie en faible puissance   | U.S.B.      |
| 24.950 à 24.960   | Radioamateurs                                                                                         | U.S.B./C.W. |
| 24.960            | Radioamateurs en voix numérique en faible puissance et Canal scouts en U.S.B./C.W. dans quelques pays | Numérique   |
| 24.960 à 24.990   | Radioamateurs                                                                                         | U.S.B./C.W. |

## Les antennes
Les antennes les plus utilisées sur cette bande :
- Antenne Yagi
- Antenne quad
- Antenne losange
- Antenne log-périodique
- Antenne colinéaire
- Antenne ground plane
- Antenne fouet
- Antenne fouet hélicoïdale (mobile) ;
- Antenne dipolaire ou dipôle

## La propagation sur la bande 24,9 MHz
Pour obtenir la carte actualisée de la Terre. 

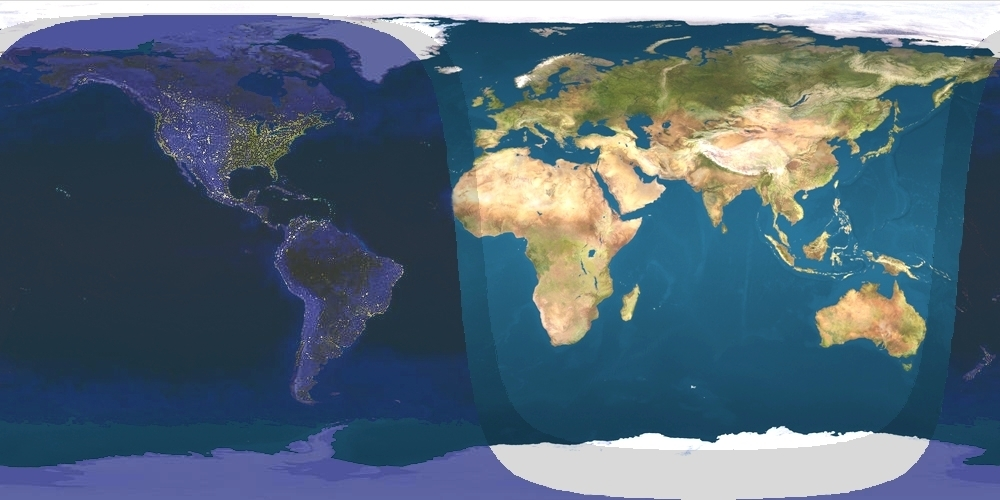
Parcours éclairé par le soleil à 07h UTC
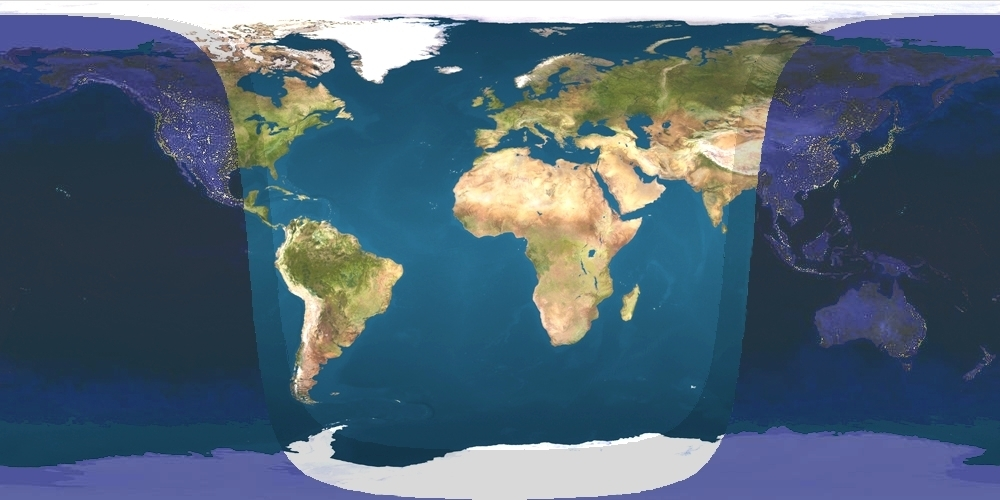
Parcours éclairé par le soleil à 12h UTC
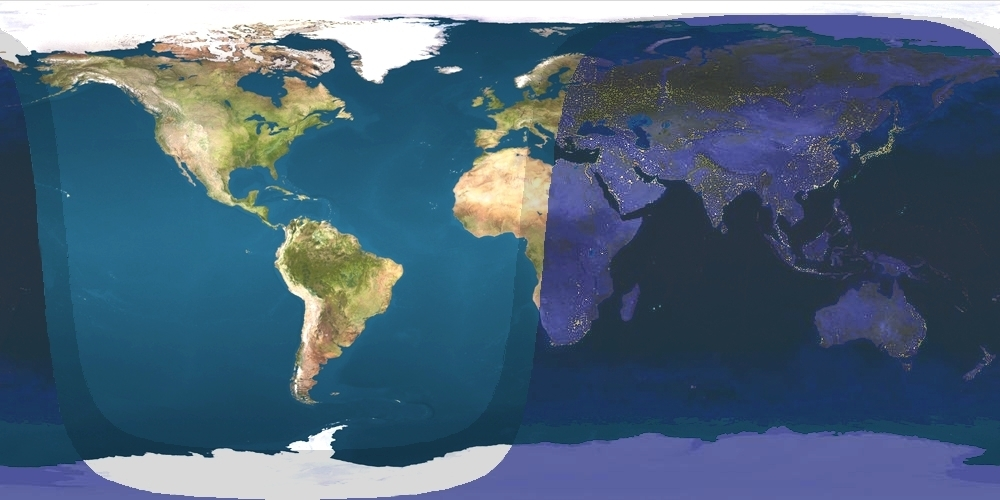
Parcours éclairé par le soleil à 17h UTC

### Le jour
- De jour
- Excellente bande intercontinentale et continentale lorsque le parcours entre l’émetteur et le récepteur est éclairé par le soleil. Durée d’ouverture très liée au cycle solaire. Distance de saut 1600 km.
- Les plus grandes distances couvertes se font généralement à l'aube et au crépuscule.
- Ouvertures par propagation sporadique E .
- Sur cette bande de 24,9 MHz ; un émetteur radiotélégraphique de quelques watts alimentant une simple antenne ground plane de 2,86 mètres sur le sol permet des liaisons intercontinentales.

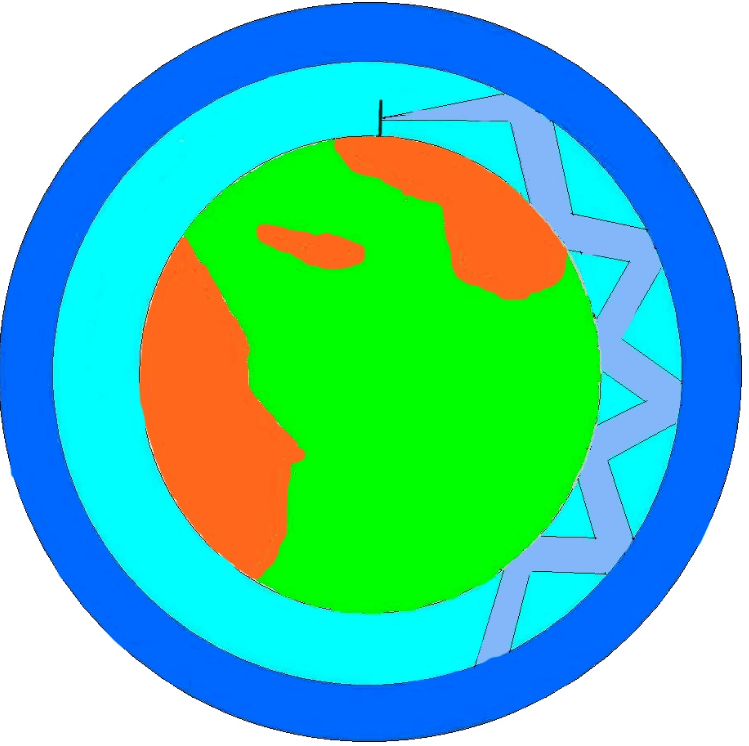
La propagation par onde réfléchie entre ciel et terre.

- De plus on rencontre en partant de l’émetteur une petite zone de réception par onde de sol, une zone de silence, une zone de réception indirecte, une zone de silence, une zone de réception indirecte, une zone de silence et ainsi de suite. L’énergie radiofréquence est réfléchie par les couches de l'ionosphère. Ces réflexions successives entre le sol ou la mer et les couches de l'ionosphère permettent des liaisons radiotélégraphiques intercontinentales.

### La nuit
- Fermée en pleine nuit.